# Pernilla Wiberg

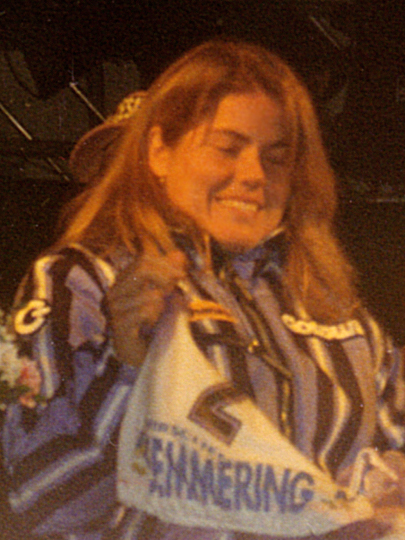
Pernilla Wiberg i Semmering 1996. Dagen före hade hon vunnit den första slalomtävlingen på orten.

Pernilla Christina Wiberg, född 15 oktober 1970 i Norrköping, är en svensk idrottare och affärskvinna. Hon var under 1990-talet en av de främsta alpina skidåkarna, med två OS-guld och fyra VM-guld. I den alpina världscupen tog hon totalt 24 segrar.
Hon slutade som aktiv utförsåkare 2002. Senare har hon bland annat varit ledamot av IOK och expertkommentator i TV.

## Biografi

### Tidiga år
Pernilla Wiberg föddes och växte upp i Norrköping. I skolan gick hon i musikklass, och sommartid tränade hon friidrott i klubben IK Tiwaz.
Snörika vintrar ägnade hon mycket tid i Yxbacken på andra sidan staden, och där hon tävlade för Norrköping Skidklubb. Hon var redan tidigt tävlingsinriktad och flyttade i mitten av 1980-talet till Malungs skidgymnasium.
Strax innan hennes 14-årsdag vann Pernilla Wiberg ungdoms-SM, som yngsta deltagare i tävlingen. Två år senare vann hon den internationella finalen i Kalle Anka Cup, i Italien. 1987 deltog hon i junior-VM i Sälen, och hamnade på 24:e plats i storslalom. Vid motsvarande tävlingar året därpå i Madonna di Campiglio nådde hon platser mellan 19 och 26 i störtlopp, super-G och storslalom.

### Skidkarriären som senior
1990 debuterade Wiberg i den alpina världscupen med att den 13 mars nå en femteplats i slalom, i Vemdalen. Det följde hon upp med att fem dagar senare bli trea vid världscupslalomen i Åre.
Nästa säsong kom att bli än mer framgångsrik. Hon fick framskjutna positioner i fem slalomtävlingar i världscupen, och vid lika många tävlingar i storslalom. Den första segern i världscupen tog hon 7 januari 1991, en slalomtävling i österrikiska Bad Kleinkirchheim. Innan säsongen var över hade hon även vunnit två gånger i storslalom, kompletterat med ytterligare en seger i slalom. Hon slutade tävlingssäsongen som tvåa i slalomcupen, trea i storslalomcupen och sjua i den totala världscupen. Samma vår tog hon även VM-guld i storslalom i österrikiska Saalbach, och som slutligt kvitto på ett mycket framgångsrikt tävlingsår fick hon senare under året motta Bragdguldet. Hon gjorde samma år även ett kort försök som sångerska, via syntpopsingeln "Privilege".
Framgångarna fortsatte även de kommande åren, vid olika tävlingar och i olika tävlingsdiscipliner. Hon vann 1992 OS-guld i storslalom, och 1994 OS-guld i kombination. 1993 var ett mindre framgångsrikt "mellanår" i världscupen, men 1994 vann hon kombinationscupen, samt blev tvåa i både slalomcupen och totalt. Även 1995 vann hon kombinationscupen och blev tvåa i slalomcupen.
1996 blev mindre framgångsrikt i världscupen, men samma år vann hon VM-guld i både slalom och kombination. 1997 nådde hon sina bästa resultat i världscupen med totalt nio segrar, vilket räckte till seger i både kombinations- och slalomcuperna, en tredjeplats i super-G-cupen och en totalseger i världscupen.
Många av de främsta tävlingsprestationerna under den senare delen av karriären skedde i fartgrenar. Vid VM 1997 tog hon brons i störtlopp, och året därpå blev hon silvermedaljör i samma gren på OS.
1999 var återigen ett starkt år i pisterna, med VM-guld i kombination och VM-silver i slalom. Samma år vann hon sina två sista världscuptävlingar, 3 januari i slalom och 18 december i störtlopp.
2001 nådde hon som bäst en femteplats i slalom i världscupen, efter 2000 varit knäskadad större delen av året. Den tidvis skadedrabbade Wiberg gjorde en sista satsning till OS-året 2002, då hon i världscupen som bäst blev tvåa i störtlopp (11 januari i Saalbach-Hinterglemm). Under OS blev hon tolva i super-G och kom på fjortonde plats i störtlopp. Knäproblem ledde till att hon avstod kombinationstävlingen.

### Efter aktiva skidkarriären
Efter OS 2002 valdes Pernilla Wiberg in som ledamot i Internationella Olympiska Kommittén (IOK). Efter ett läkarbesök för de fortsatta knäproblemen meddelade hon att den aktiva tävlingskarriären var över.
Som affärskvinna äger och driver hon hotellet Pernilla Wiberg Hotel på Idre Fjäll i Dalarna.
Pernilla Wiberg är expertsportkommentator för Sveriges Television. Hon medverkade också i SVT:s Mästarnas mästare 2012, där hon slutade på tredje plats. Vid återkomsten till serien  2018 kom hon åter trea som del av "Skidlaget". Därefter har hon sedan 2019 varit centralperson i SVT:s nya kompletteringsserie Mästarkvalet på SVTPlay, där de utslagna i Mästarnas mästares nattdueller får en extra chans att tävla mot henne respektive med henne som tävlingsledare.

## Privatliv, smeknamn
Wiberg är bosatt i Monaco och sedan 2009 gift med Bödvar Bjerke (2005–2006 svensk landslagstränare). De två hade då varit tillsammans i 12 års tid. Paret har två barn, födda 2003 och 2007. Hon är syster till Andreas Wiberg, svensk mästare i triathlon 2005.
Pernilla Wiberg var åtminstone under karriären som skidåkare känd som "Pillan".

## Meriter

### OS och VM
- 1991 - VM-guld storslalom
- 1992 - OS-guld storslalom
- 1994 - OS-guld kombination
- 1996 - VM-guld slalom
- 1996 - VM-guld kombination
- 1997 - VM-brons störtlopp
- 1998 - OS-silver störtlopp
- 1999 - VM-silver slalom
- 1999 - VM-guld kombination

### Övrigt
- Svenska Dagbladets guldmedalj 1991
- 24 segrar i världscupen
- Totalseger i världscupen 1997

### Världscupsegrar
Pernilla Wiberg vann under karriären världscuptävlingar i alla fem discipliner. Hon var mest framgångsrik i slalom men tävlade även flitigt i de snabbare grenarna. Totalt vann hon 24 lopp, varav 14 i slalom, 2 i storslalom, 3 i super-G, 2 i störtlopp och 3 i kombination.
| Datum            | Plats              | Disciplin   |
| ---------------- | ------------------ | ----------- |
| 7 januari 1991   | Bad Kleinkirchheim | Slalom      |
| 10 mars 1991     | Lake Louise        | Storslalom  |
| 20 mars 1991     | Waterville Valley  | Slalom      |
| 28 februari 1992 | Narvik             | Storslalom  |
| 6 december 1992  | Steamboat Springs  | Slalom      |
| 12 december 1993 | Veysonnaz          | Slalom      |
| 6 januari 1994   | Morzine            | Slalom      |
| 17 januari 1994  | Cortina d'Ampezzo  | Super-G     |
| 5 februari 1994  | Sierra Nevada      | Kombination |
| 12 mars 1995     | Lenzerheide        | Slalom      |
| 12 mars 1995     | Lenzerheide        | Kombination |
| 22 december 1995 | Veysonnaz          | Slalom      |
| 29 december 1995 | Semmering          | Slalom      |
| 1 december 1996  | Lake Louise        | Super-G     |
| 28 december 1996 | Semmering          | Slalom      |
| 4 januari 1997   | Maribor            | Slalom      |
| 12 januari 1997  | Bad Kleinkirchheim | Super-G     |
| 19 januari 1997  | Zwiesel            | Slalom      |
| 2 februari 1997  | Laax               | Kombination |
| 7 mars 1997      | Mammoth Mountain   | Slalom      |
| 12 mars 1997     | Vail               | Störtlopp   |
| 16 mars 1997     | Vail               | Slalom      |
| 3 januari 1999   | Maribor            | Slalom      |
| 18 december 1999 | Sankt Moritz       | Störtlopp   |

## Diskografi
- 1991 - Privilege